# Dornumergrode
Dornumergrode ist ein Ortsteil der Gemeinde Dornum in Ostfriesland. Im Jahr 2008 hatte der Ortsteil 299 Einwohner.

## Lage

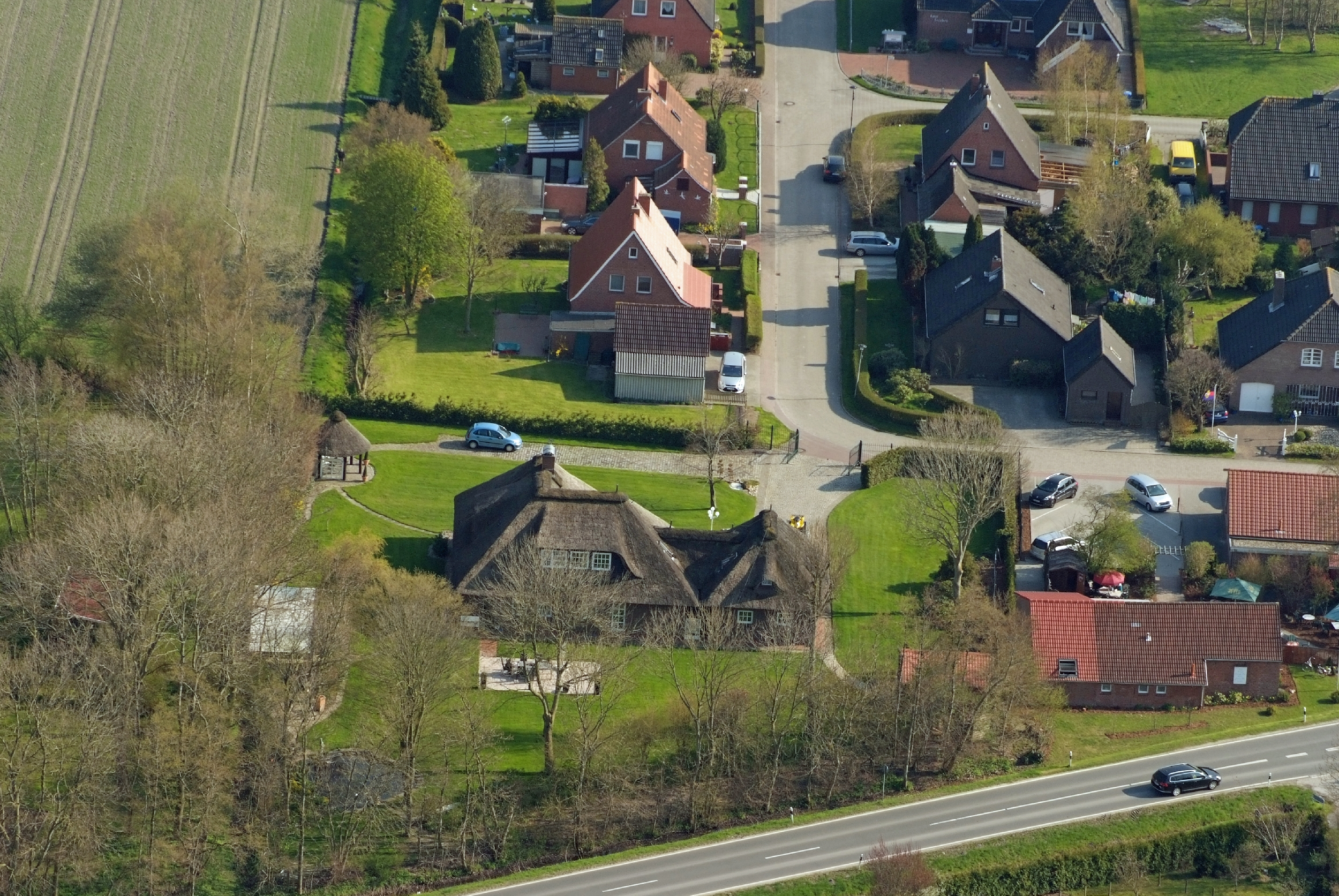
Luftbild

Dornumergrode liegt etwa einen Kilometer südlich der Nordseeküste. Der Hauptort der Gemeinde, Dornum, befindet sich etwa drei Kilometer entfernt in südlicher Richtung. Gegründet wurde der Ort auf einer Langwarft, die von Kalkmarsch umgeben ist.  Dornumergrode liegt an der Störtebekerstraße, der „grünen Küstenstraße“. Heute ist das kleine Dorf eine Ansammlung von Bauernhöfen und Ferienhäusern.

## Geschichte
Erstmals wurde der Ort im Jahre 1443 als in Astragroda urkundlich erwähnt. Seit 1528/30 ist die heutige Schreibweise geläufig.
Endgültig wurde das Gebiet des heutigen Ortsgebietes wohl 1570 eingedeicht.  Vorher muss es jedoch schon versuchte Eindeichungen gegeben haben, worauf alte Deichlinien hindeuten.
Am 1. Juli 1972 wurde Dornumergrode in die Gemeinde Dornumersiel eingegliedert. Am 1. November 2001 kam diese zur Gemeinde Dornum.

## Wappen
| | Blasonierung: „Im goldenen mit schwarzen Kleeblättern bestreuten Feld aus blauen Wellen im Schildfuß wachsend ein schwarzer, rotbewehrter Bär mit goldenem Halsband.“ |
| Wappenbegründung: Das von Ulf-Dietrich Korn entworfene Wappen wurde am 5. September 1963 vom Regierungspräsidenten in Aurich verliehen. Wie viele Gemeinden in der Gegend, entschied man sich auch in Dornumergrode für das Wappen der Häuptlingsfamilie Attena, der Herren des Harlingerlandes, die ihren Stammsitz sehr wahrscheinlich auf der Norderburg hatten. Sie führten einen Bären mit goldenem Halsband im Wappen. Für das dem Wasser abgerungene fruchtbare Weide- und Ackerland stehen im Wappen die Wellen im Schildfuß und die über die Schildfläche gestreuten Kleeblätter. | |